# Litoria cavernicola
Litoria cavernicola är en groddjursart som beskrevs av Tyler och Davies 1979. Litoria cavernicola ingår i släktet Litoria och familjen lövgrodor. IUCN kategoriserar arten globalt som otillräckligt studerad. Inga underarter finns listade i Catalogue of Life.